# ريلينا بيسكرافت
ريلينا دارليان  (リリーナ・ピースクラフト)/ريلينا دارليان (リリーナ・ドーリアン) هي شخصية رئيسية في مسلسل الأنمي التقرير المتنقل الجديد جاندام وينج.
الاسم:ريلينا دارليان
الاسم الحقيقي: ريلينا بيسكرافت...
قام الحلفاء بمهاجمة عائلة بيسكرافت المناشدة للسلام و قتل جميع أفرادها إلا ريلينا و ميلياردو ( في الدبلجة ليوناردو) بالنسبة لريلينا أخذها أحد أصدقاء العائلة و تبناها لتصبح ابنته و يتحول اسمها من بيسكرافت إلى دارليان.
العمر:15
لون الشعر:أشقر بني , لون العينين:أزرق.
الجنسية:أوروبية ( البعض يحددون أنها من أيرلندا الشمالية )
الموطن: الأرض.
الطول:154سم , الوزن:40كغ.
ريلينا ابنة نائب الوزير دارليان الوحيدة... فتاة غنية لديها كل ما تريده محبوبة و يعتبرها أصدقاؤها في المدرسة مثالا لفتاة الأحلام لكن كل من حولها رغم حبهم لها لا يشعرون بالوحدة التي تعانيها بسبب غياب والدها الدائم نتيجة عمله مما جعلها تواقة للمغامرة و التغيير و هذا ما جعلها تتبع الفتى الغامض هيرو لتعرف سره.... تكتشف ريلينا بعد مقتل والدها أنها في الحقيقة من عائلة بيسكرافت المساندة للسلام و منذ تلك اللحظة تعمل لتحقيق هدف عائلتها بالسلام المطلق بعيدا عن الأسلحة و الحرب... كانت السبب الأكبر في تغير هيرو الذي يعدها أن يحميها دائما

## وصلات خارجية
- ريلينا بيسكرافت على موقع ميوزك برينز (الإنجليزية)